# Radoslava
Radoslava je ženské jméno slovanského původu. Jde o ženskou variantu křestního jména Radoslav, odvozeného od slovesa raděti (starat se), znamená tedy starající se o slávu. Svátek slaví společně s tímto jménem dne 6. května, dřívější svátek byl 18. května.
Další méně časté varianty jsou Radislava a Radslava.

## Domácké podoby
Mezi domácké podoby křestního jména Radoslava patří Radka, Ráďa, Raděna, Raděnka, Raduška, Raduš, Raduše nebo také Slávka, Slávinka, Slavuška apod.

## Obliba jména
Jméno Radoslava je mezi novorozenými dívkami v Česku velmi vzácné. K roku 2016 činil průměrný věk nositelek 61 let. Nejvíce oblíbené bylo v první polovině 50. let 20. století, nejvíce nositelek žijících k roku 2016 se narodilo v roce 1954 (68). Poté popularita začala klesat: od roku 1976 se nenarodilo v žádném roce více než 10 nositelek, od roku 1988 se v žádném roce nenarodily více než dvě nositelky. V letech 2005 – 2016 se narodily pouze dvě nositelky, a to v letech 2009 a 2011.
Následující tabulka vývoje počtu nositelek mezi lety 2010 až 2016 dokazuje, že počet žijících nositelek stále klesá. Úbytek během těchto sedmi let činí −10,89 %.
| Rok  | Počet nositelek | Změna oproti předchozímu roku |
| ---- | --------------- | ----------------------------- |
| 2010 | 1 396           | –                             |
| 2011 | 1 376           | −1,43 %                       |
| 2012 | 1 322           | −3,92 %                       |
| 2013 | 1 303           | −1,44 %                       |
| 2014 | 1 283           | −1,53 %                       |
| 2015 | 1 263           | −1,56 %                       |
| 2016 | 1 244           | −1,5 %                        |

## Významné osobnosti
- Radoslava Kvapilová Brabcová – česká lingvistka a bohemistka
- Radoslava Mavrodieva – bulharská atletka